# Can Joanetes
L'antiga fàbrica de Can Joanetes o Manufactures Olot és una obra noucentista d'Olot (Garrotxa) que actualment allotja l'Ajuntament d'Olot.

## Descripció
L'edifici actual està format per un cos rectangular al que s'hi addicionen perpendicularment a la part posterior, altres cossos baixos. Destaca la composició de la façana principal amb un eix de simetria emfatitzat per una gran porta adovellada i el gran frontó de la coberta. La composició recull tant en planta com en secció, alguns elements tipològics extrets de la masia catalana amb diferents tractaments de la pedra, el ferro forjat, ceràmica i fusteria.
Consta de dos pisos, planta baixa i golfes. Al primer pis, hi ha una escultura a la part dreta. A la part alta hi veiem un rellotge de sol. La teulada central té les vessants a dues aigües. Les laterals també són a dues aigües però en una direcció diferent.
Des de 1995 és la seu de l'Ajuntament d'Olot, a proposta de l'Alcalde Pere Macias, que va traslladar les dependències d'un edifici del carrer major.